# New Richmond (Indiana)
New Richmond est une municipalité située dans le comté de Montgomery, dans l’État de l'Indiana, aux États-Unis. Lors du recensement de 2020, elle comptait 309 habitants.